# Nova Scotia Open
Het Nova Scotia Open was een golftoernooi in Canada dat deel uitmaakte van de Web.com Tour in 2014 en 2015. Het toernooi werd opgericht in 2014 en werd telkens gespeeld op de Ashburn Golf Club in Halifax, Nova Scotia.
Het was een strokeplay-toernooi dat gespeeld werd over vier dagen, dus vier ronden, en na de tweede dag werd de cut toegepast.

## Geschiedenis
In 2014 werd het toernooi opgericht en de eerste editie werd gewonnen door de Canadees Roger Sloan. Met een birdie won hij de eerste play-off hole van Derek Fathauer.

## Winnaars
| Jaar | Winnaar        | Score | Score | Info                               |
| ---- | -------------- | ----- | ----- | ---------------------------------- |
| 2014 | Roger Sloan po | 273   | –11   | Won de play-off van Derek Fathauer |

| Toernooirecord |  | po = winnaar na play-off |